# Джаббаров, Саттар
Саттар Джаббаров (Саттор Жабборов)— советский хозяйственный, государственный и политический деятель, Герой Социалистического Труда.

## Биография
Родился в 1924 году в кишлаке Коммунизм. Член КПСС с 1944 года.
Участник Великой Отечественной войны. С 1946 года — на хозяйственной, общественной и политической работе. В 1946—1985 гг. — бухгалтер колхоза «Коммуна», заместитель председателя колхоза, председатель правления колхоза им. Энгельса Гиждуванского района Бухарской области.
Указом Президиума Верховного Совета СССР от 26 февраля 1981 года присвоено звание Героя Социалистического Труда с вручением ордена Ленина и золотой медали «Серп и Молот».
Избирался депутатом Верховного Совета Узбекской ССР 8-го, 9-го, 10-го созывов.
Умер после 1985 года.

## Семья
Жена - Бибиражаб Жабборова, дети: Жабборов Музаффар Сатторович, Жабборова Робия Сатторовна, Жабборова Розия Сатторовна, Жабборов Муртазо Сатторович, Жабборова Рохила Сатторовна.